# Chico (zespół muzyczny)
Chico – zespół rockowy ze Świętochłowic założony w 2001 roku.
Nazwa pochodzi z języka hiszpańskiego, w którym oznacza ona niewinnego, małego chłopca. W roku 2005 zespół zdobył główną nagrodę w I edycji prestiżowego festiwalu Rock & Roll Music Festival organizowanego przez sieć ogólnopolskich salonów muzycznych Rock and Roll. W roku 2006 zespół odniósł kolejny sukces w postaci pierwszego miejsca w festiwalu Rock bez igły. 18 września 2006 zespół wydał swoją pierwszą płytę One Big Alternative. Po 2 latach koncertowania i przygotowywania nowego materiału, jesienią 2008 wyszedł nowy album zatytułowany In Case of Emergency EP
W lipcu 2009 roku zespół Chico jako jedyny gość z Polski został zaproszony na największy czeski festiwal Rock For People, gdzie zagrał w towarzystwie wykonawców z całego świata, wśród których znaleźli się między innymi: Placebo, Arctic Monkeys, Static X. Na XV edycji festiwalu Woodstock 2009 w Kostrzynie, Chico zagrał jako laureat konkursu WOŚP i Fabryki Zespołów, obok takich zespołów jak: Caliban, Guano Apes czy The Subways. W chwili obecnej nagrana jest już większość materiału na nowy album zespołu. Realizacją i produkcją zajmuje się Andrzej Puczyński, całość nagrań zarejestrowano w Izabelin Studio.

## Muzycy
- Kuba „Qbenz” Kirkowski – śpiew
- Tomasz „Yomasz” Szczygieł – gitara basowa
- Grzegorz „Mały” Imielski – perkusja
- Wojtek „Vazon” Potrzebowski – gitara
- Grzegorz „Sancho” Paszkiewicz – groove box
- Karol „Karlos” Kęsy – gitara

## Dyskografia
- One Big Alternative (2006)
- In Case of Emergency (2008)
- In Limbo (2015)